# Bo Setterlind

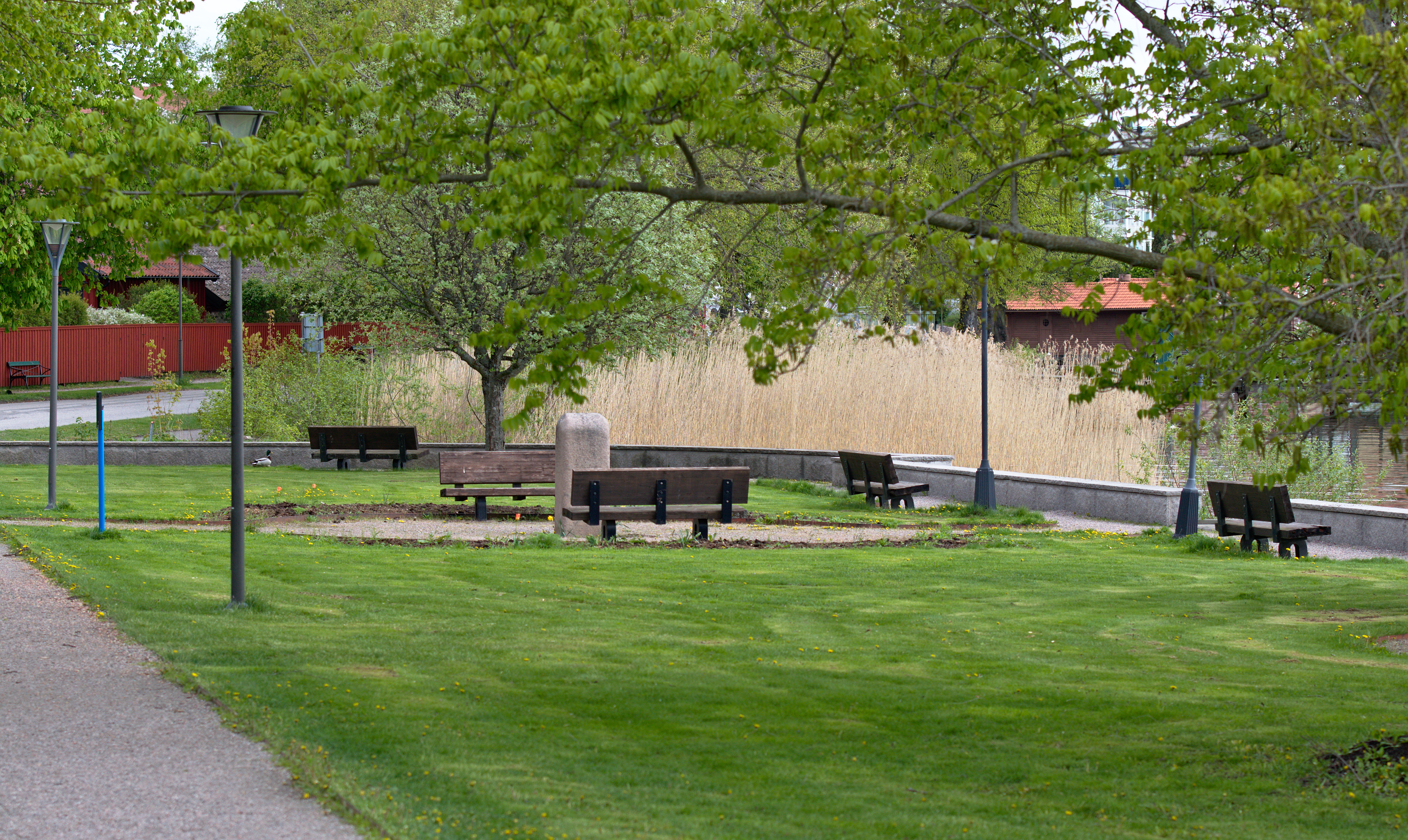
Bo Setterlinds Park i Strängnäs, utformad av konstnären Nils Bertil Malmberg.

Bo Alf Ingemar Setterlind, född 24 augusti 1923 i Växjö, död 24 januari 1991 i Strängnäs, var en svensk författare och poet. Han har kallats hovpoet.

## Biografi
Bo Setterlind var trolovningsbarn till civilingenjören Alfred Setterlind och änkan Augusta "Gusten" Johansson, ogift Konradson. Under graviditeten lämnade fadern Sverige och bosatte sig i USA. Via Strängnäs flyttade Setterlind till Västerås där han avlade studentexamen 1944 vid Västerås högre allmänna läroverk. Setterlind skrevs in vid Uppsala universitet och Västmanlands-Dala nation höstterminen 1946. Tillsammans med Harald Forss grundade han det litterära sällskapet Romantiska Förbundet 1957 i Uppsala. På 1950-talet flyttade Setterlind åter till Strängnäs där han bodde fram till sin död. 
Setterlind är representerad i Den svenska psalmboken 1986 med Verbums psalmbokstillägg 2003 med tio originalverk (nr 49, 236, 287, 303, 309, 357, 461, 480, 633, 749) och en bearbetning (nr 17). År 1966 installerades Setterlind som hedersledamot av Västmanlands-Dala och 1981 av Södermanlands-Nerikes nation i Uppsala. Setterlind var aktiv medlem i Svenska Frimurare Orden.
Bo Setterlind har för Västerås stadshus klockspel gett varje klocka, 47 stycken, ett namn och ett poem som gjutits in i klockan.
Bo Setterlind var första gången gift 1949–1950 med Inga Stenmarck, född 1923 i Malmö, död 2012, dotter till advokaten och hypoteksdirektören Edvin Stenmarck och Margareta Heerklotz. Andra gången var han gift från 1956 till sin död med Madelaine Grumme, född 1925 i Tyskland, död 2011, dotter till ingenjören Carl Eduard Grumme och Abigail Ekström.
Setterlind ligger efter eget önskemål begravd på Wallinska kyrkogården i Västerås. Vid minneslunden på kyrkogården finns en plakett med ett poem som är författat av Bo Setterlind uppsatt på ett stenblock.
Setterlind har fått ett tåg hos Tåg i Bergslagen uppkallat efter sig. Han var Frimurare och medlem i Timmermansorden.
År 1993 invigdes Bo Setterlinds park i Strängnäs. Den är utformad av skulptören Nils Bertil Malmberg.

### Originaldiktsamlingar
- 1948 - Månvagga
- 1949 - Resa i ditt inre
- 1950 - Brev
- 1950 - Poeternas himmel
- 1951 - Hjärtat och trafiken: sista dikter och ett avsnitt reflektioner
- 1954 - Dikter från San Michele: en bok om döden
- 1955 - Flickan och hinden
- 1956 - Svävande över paniken
- 1957 - Jag har två själar
- 1958 - Via tomheten
- 1959 - Den förvandlade blomman
- 1961 - Det ljusnar: dikter och psalmer
- 1961 - Några ord att fästa på siden
- 1962 - Herrens moder: dikter om Jungfru Maria
- 1963 - Dikter från Gotland
- 1964 - Främling på stranden
- 1964 - Via Dolorosa
- 1965 - Den stund då du faller
- 1965 - Schola Strengnensis: Strängnäsmotiv
- 1967 - Rapport från Madame Tussaud's vaxkabinett och trettioåtta andra dikter
- 1968 - Nefertites visdom och andra dikter
- 1969 - Förnekarens bild
- 1970 - Ögon av aska: dikter och tolkningar
- 1970 - Maria och barnet: en lovsång i dikt
- 1971 - Himlen har landat
- 1972 - Landet i höjden
- 1974 - På detta stoftkorn
- 1976 - Det ringer på dörren
- 1978 - Mörkret och lovsången: ballader och dikter
- 1979 - Också fåglarna är fångar i sorgespelet
- 1979 - Stryk molnet från din panna
- 1980 - Mörkret förgår
- 1982 - Till en musiker
- 1984 - Stjärnklart
- 1986 - Den tid det tar att gå längs floden
- 1988 - Blomman i snön
- 1988 - Hirundo: dikter och psykiska blad
- 1990 - Ros bland törnen tuktad
- 1991 - Målaren och ängeln
- 1993 - Den inre himlen

### Övrigt
- 1951 - Hallelúja!: roman
- 1952 - Alexandrine: roman
- 1953 - Hamlet i Strängnäs: läsebok för amatörer
- 1954 - Tabu: roman
- 1954 - Poeten och samhället
- 1955 - Därför är jag monarkist
- 1955 - Ett underligt sällskap och andra noveller
- 1957 - Pandoras ask : en roman om den hemska lusten att fylla tomrum
- 1958 - Paus i snöskottningen och andra noveller
- 1959 - Ekarna: en fabel
- 1959 - Fjorton dagar på jorden
- 1960 - Ekegårdens sagor
- 1960 - Det gömda Japan
- 1961 - Rymdpionjären (drama uppfört av Marionetteatern och utgivet av Bonniers samma år)
- 1962 - Pojken som trodde på djävulen (självbiografiskt verk)
- 1967 - Gloria: liturgiskt kyrkospel
- 1977 - Det andra Nya Zeeland: Autearoa
- 1985 - Från dörr till dörr: memoarer
- 1986 - Frimurarmålet - Demokratins dödgrävare angriper Jesu vänner Frimurarna i svenska maktmedia

## Kända dikter
- "Drömmens skepp" tonsatt av Staffan Percy[10]
- "Du är den ende", insjungen av Lill Lindfors till melodin Romance
- "Döden tänkte jag mig så"
- "Loppmarknad"
- "Plommon"
- "En sång om frihet". Känd som svensk text till Mikis Theodorakis melodi och som Sven-Bertil Taube spelade in.

## Psalmer
- Det finns en väg till himmelen (1986 nr 303) skriven 1972
- Det är sant att Jesus lever (1986 nr 49) skriven 1971
- Ge Jesus äran, frälsta mänsklighet (1986 nr 17) bearbetad 1978
- Guds värld är en skimrande gåva (1986 nr 287) skriven 1981
- Guds källa har vatten tillfyllest, en gåva av strömmande liv (1986 nr 236) skriven 1978
- Med himlen det blir som för tio jungfrur (1986 nr 633) anges som ny, men bearbetning av Jesper Swedbergs "Himmelriket liknas widh tijo jungfru" från 1694.
- Nu vilar ett hjärta (1986 nr 309) skriven 1978
- Någon du känner är din bäste vän (1986 nr 357) skriven 1956
- O natt av ljus som ej kan dö (1986 nr 461) skriven 1963
- Så går jag nu till vila trygg (Verbums tillägg nr 749) skriven 1978 efter Christian Winthers text från 1863
- Var hälsad, Herrens moder (1986 nr 480) skriven 1974, 1977 och 1982 efter Salve Regina-sång av J. G. Seidenbusch från 1687

## Priser och utmärkelser
- 1959 – Boklotteriets stipendiat
- 1978 – Bellmanpriset
- 1990 – Ferlinpriset